# Batalla de Xiapi
La batalla de Xiapi (下邳之戰) va tenir lloc l'hivern del 198 entre les forces de Lü Bu i les forces Liu Bei i Cao Cao en el preludi del període dels Tres Regnes de la Xina i va ser el resultat de la batalla de la Província de Yan. Cao Cao i Liu Bei van derrotar les forces de Lü Bu.

## Rerefons
En el 194, mentre Cao Cao era fora atacant Tao Qian en la Província de Xu, els seus subordinats Chen Gong i Zhang Miao es van revoltar contra ell i ajudaren Lü Bu a apoderar-se de la base de Cao en la Província de Yan. Cao Cao abandonà la seva invasió de la Província de Xu i va retornar per atacar a Lü Bu, culminant en la batalla de la Província de Yan que va durar més de 100 dies. Al voltant del 195, Cao Cao ja havia recuperat totes les seves ciutats en la Província de Yan i havia derrotat a Lü Bu a Juye. Lü Bu i els seus homes van fugir a l'est per unir-se a Liu Bei, que havia succeït a Tao Qian com a Governador de la Província de Xu.
El 196, Cao Cao trobà l'Emperador Xian a les ruïnes de Luoyang i el portà a Xuchang, on la nova capital i la cort imperial serien establertes. Durant el mateix any, Lü Bu es va aprofitar del conflicte entre Liu Bei i Yuan Shu per capturar Xiapi (avui en dia Pizhou, Jiangsu), capital de la Província de Xu, efectivament prenent el control de la província de Liu Bei. Liu Bei es va veure obligat renunciar a la seva governació de la província de Xu en favor de Lü Bu i va establir-se a la propera ciutat de Xiaopei. No gaire més tard, Lü Bu es va sentir amenaçat per la presència de Liu Bei i va conduir les seves tropes per atacar Liu. Liu Bei va ser derrotat per Lü Bu i no va tenir altra opció que unir-se a Cao Cao. Cao Cao proveí a Liu Bei amb subministraments i el va enviar a la guarnició de Xiaopei.